# سیارک ۲۳۹۸۱
سیارک ۲۳۹۸۱ (به انگلیسی: 23981 Patjohnson، نامگذاری:1999LC4) بیست و سه هزار و نهصد و هشتاد و یکمین سیارک کشف شده‌است که در ۹ ژوئن ۱۹۹۹ کشف شد.
قدر مطلق سیارک برابر ۱۲.۹ است.